# بخش گی‌لید (شهرستان مورو، اوهایو)
بخش گی‌لید (به انگلیسی: Gilead Township) یک منطقهٔ مسکونی در ایالات متحده آمریکا است که در شهرستان مورو، اوهایو واقع شده‌است.
 بخش گی‌لید ۸۸٫۶ کیلومتر مربع مساحت و ۶٬۱۱۲ نفر جمعیت دارد و ۳۳۲ متر بالاتر از سطح دریا واقع شده‌است.